# Équipe d'Aurigny de football
Maillots
L'équipe d'Aurigny de football est une sélection des meilleurs joueurs de l'Île Anglo-Normande d'Aurigny. Elle est membre de l'IIGA est participe au tournoi de Football aux Jeux des îles, elle participe également à d'autres tournois internationaux. En 118 ans d'existence et plus de cent matchs, l'équipe d'Aurigny a remporté 6 rencontres ,elle a connu un seul match nul et à perdu 130 matchs.
Depuis la création de la Coupe Muratti, tournoi inter-insulaire, l'équipe aurignaise n'a remporté la victoire qu'une seule fois, en 1920. Lors de la finale de 1920 du tournoi Muratti (29 avril 1920), l'équipe Aurignais bat les guernesiaise 1-0.
Le Guernsey Evening Press organise de 1919 à 1925 un match annuel entre Guernesey et Aurigny. Aurigny remporte deux rencontres en 1920 battant Guernesey (6-2) et en 1924 (2-1).
Aux tournois de Football aux Jeux des Îles, le 4 juillet 2003, Aurigny bat les Saaremaa 1-0 pour la 11e place. Le 29 juin 2017, Aurigny bat les Îles Malouines 3-0. Le 20 juin 2019	Aurigny bat les Orcades 2 à 1.
En fin d'année 2022, Reg Atkins quitte la présidence de la fédération de football d'Aurigny, il meurt le 15 février 2023 à la suite de divers problèmes de santé tel que la fibrose pulmonaire et des maladies pneumopathies interstitielles, un hommage lui sera rendu lors de la Vase Muratti 2023. L'ancien gardien d'Aurigny, James Taylor reprend en décembre 2022 la présidence de la fédération de football d'Aurigny. 

## Palmarès et résultats

### Vase Muratti
| Vainqueur | Finaliste                                                | Troisième |
| --------- | -------------------------------------------------------- | --- |
| 1920 (1)  | 1906, 1909, 1912, 1923, 1926, 1932, 1933, 1935, 1938 (9) | 1905, 1907, 1908, 1910, 1911, 1913, 1914, 1921, 1922, 1924, 1925, 1927, 1928, 1929, 1930, 1931, 1934, 1936, 1937, 1939, 1947, 1948, 1949, 1950, 1951, 1952, 1953, 1954, 1955, 1956, 1957, 1958, 1959, 1960, 1961, 1962, 1963, 1964, 1965, 1966, 1967, 1968, 1969, 1970, 1971, 1972, 1973, 1974, 1975, 1976, 1977, 1978, 1979, 1980, 1981, 1982, 1983, 1984, 1985, 1986, 1987, 1988, 1989, 1990, 1991, 1992, 1993, 1994, 1995, 1996, 1997, 1998, 1999, 2000, 2001, 2002, 2003, 2004, 2005, 2006, 2007, 2008, 2009, 2010, 2011, 2012, 2013, 2014, 2015, 2016, 2017, 2018, 2019, 2022 (94) |

### Peace Cup
- Vainqueur : 1920 et 1924 (2)
- Finaliste : 1919, 1921, 1922, 1923, 1925 (x2)

### Coupe Bavaria
| Année        | Position | MJ | V | N | D | BP | BC |
| ------------ | -------- | -- | - | - | - | -- | -- |
| Aurigny 2012 | 2e       | 1  | 0 | 1 | 0 | 1  | 1  |
| Total        | 1/1      | 1  | 0 | 1 | 0 | 1  | 1  |

### Tournoi International de Tynwald Hill de Football
| Année           | Position | MJ | V | N | D | BP | BC |
| --------------- | -------- | -- | - | - | - | -- | -- |
| Île de Man 2013 | 4e       | 2  | 0 | 0 | 2 | 2  | 11 |
| Total           | 1/1      | 2  | 0 | 0 | 2 | 2  | 11 |

### Coupe Niamh Challenge
| Année           | Position | MJ | V | N | D | BP | BC |
| --------------- | -------- | -- | - | - | - | -- | -- |
| Île de Man 2015 | 4e       | 3  | 0 | 0 | 3 | 4  | 7  |
| Total           | 1/1      | 3  | 0 | 0 | 3 | 4  | 7  |

### Tournoi de football Inter-Jeux des Îles
| Année         | Position | MJ | V | N | D | BP | BC |
| ------------- | -------- | -- | - | - | - | -- | -- |
| Anglesey 2019 | 7e       | 3  | 1 | 0 | 2 | 5  | 11 |
| Total         | 1/1      | 3  | 1 | 0 | 2 | 5  | 11 |

### Football aux Jeux des Îles
| Année             | Position | MJ | V | N | D  | BP | BC |
| ----------------- | -------- | -- | - | - | -- | -- | -- |
| Îles Féroé 1989   | -        | 0  | 0 | 0 | 0  | 0  | 0  |
| Îles Åland 1991   | -        | 0  | 0 | 0 | 0  | 0  | 0  |
| Île de Wight 1993 | -        | 0  | 0 | 0 | 0  | 0  | 0  |
| Gibraltar 1995    | -        | 0  | 0 | 0 | 0  | 0  | 0  |
| Jersey 1997       | -        | 0  | 0 | 0 | 0  | 0  | 0  |
| Gotland 1999      | -        | 0  | 0 | 0 | 0  | 0  | 0  |
| Île de Man 2001   | -        | 0  | 0 | 0 | 0  | 0  | 0  |
| Guernesey 2003    | 11e      | 4  | 1 | 0 | 3  | 3  | 13 |
| Shetland 2005     | -        | 0  | 0 | 0 | 0  | 0  | 0  |
| Rhodes 2007       | -        | 0  | 0 | 0 | 0  | 0  | 0  |
| Îles Åland 2009   | -        | 0  | 0 | 0 | 0  | 0  | 0  |
| Île de Wight 2011 | 14e      | 4  | 0 | 0 | 4  | 1  | 18 |
| Bermudes 2013     | -        | 0  | 0 | 0 | 0  | 0  | 0  |
| Jersey 2015       | 16e      | 4  | 0 | 0 | 4  | 3  | 21 |
| Gotland 2017      | 15e      | 4  | 1 | 0 | 3  | 3  | 12 |
| Total             | 4/15     | 16 | 2 | 0 | 14 | 10 | 64 |

## Adversaires internationaux
| Adversaires   | Matchs | Victoires | Nuls | Défaites | Buts pour | Buts contre |
| ------------- | ------ | --------- | ---- | -------- | --------- | ----------- |
| Anglesey      | 1      | 0         | 0    | 1        | 0         | 5           |
| Gibraltar     | 1      | 0         | 0    | 1        | 1         | 6           |
| Groenland     | 1      | 0         | 0    | 1        | 0         | 3           |
| Guernesey     | 52     | 1         | 0    | 51       | 22        | 246         |
| Îles Falkland | 2      | 1         | 0    | 1        | 3         | 3           |
| Île de Wight  | 1      | 0         | 0    | 1        | 0         | 3           |
| Jersey        | 45     | 0         | 0    | 45       | 22        | 249         |
| Minorque      | 1      | 0         | 0    | 1        | 0         | 6           |
| Orcades       | 2      | 0         | 0    | 2        | 1         | 6           |
| Penjab        | 1      | 0         | 0    | 1        | 1         | 9           |
| Rhétie        | 1      | 0         | 0    | 1        | 2         | 3           |
| Rhodes        | 1      | 0         | 0    | 1        | 1         | 5           |
| Saaremaa      | 1      | 1         | 0    | 0        | 1         | 0           |
| Sealand       | 3      | 0         | 1    | 2        | 3         | 5           |

## Personnalités de l'équipe d'Aurigny de football

### Sélectionneurs
| Nom           | Période         |
| ------------- | --------------- |
| Craig Culkin  | 1994 - 2011     |
| Alan Adamson  | 2011 - 2019     |
| Josh Concanen | 2019 - en cours |

### Présidents de la Fédération d'Aurigny de football
| Nom           | Période         |
| ------------- | --------------- |
| Keith Webster | 1990 - 2012     |
| James Maxwell | 2012 -          |
| Reg Atkins    | - 2022          |
| James Taylor  | 2022 - en cours |